# Jesús Solana
Jesús Ángel Solana, né le 24 décembre 1964 à Arnedo, est un footballeur espagnol qui évolue principalement au poste de défenseur du début des années 1980 jusqu'au début des années 2000.

## Carrière
Jesús Ángel Solana joue au Real Madrid de 1985 à 1991. Il gagne avec ce club la Coupe de l'UEFA, la Liga BBVA, la Copa del Rey et la Supercoupe d'Espagne. 
Mais Jesús Ángel Solana est plus connu pour avoir gagné la Coupe des vainqueurs de coupe avec le Real Saragosse, ce qui reste le seul trophée international du club. 
Jesús Ángel Solana dispute un match avec la Roja face à l'Eire, il rentre à la 85e minute à la place de Quique Sánchez Flores (qui deviendra son partenaire à Saragosse). 
À la fin de sa carrière, il entraîne l'équipe réserve du Real Saragosse.

## Trophées
- Real Madrid
  - Coupe de l'UEFA : 1985-1986
  - Liga BBVA : 1985-1986, 1986-1987, 1987-1988, 1988-1989, 1989-1990
  - Copa del Rey:1988-1989
  - Supercoupe d'Espagne : 1988, 1989, 1990

- Real Saragosse
  - Coupe des vainqueurs de coupe : 1994-1995
  - Copa del Rey : 1993-1994